# Chrysophyllum oliviforme

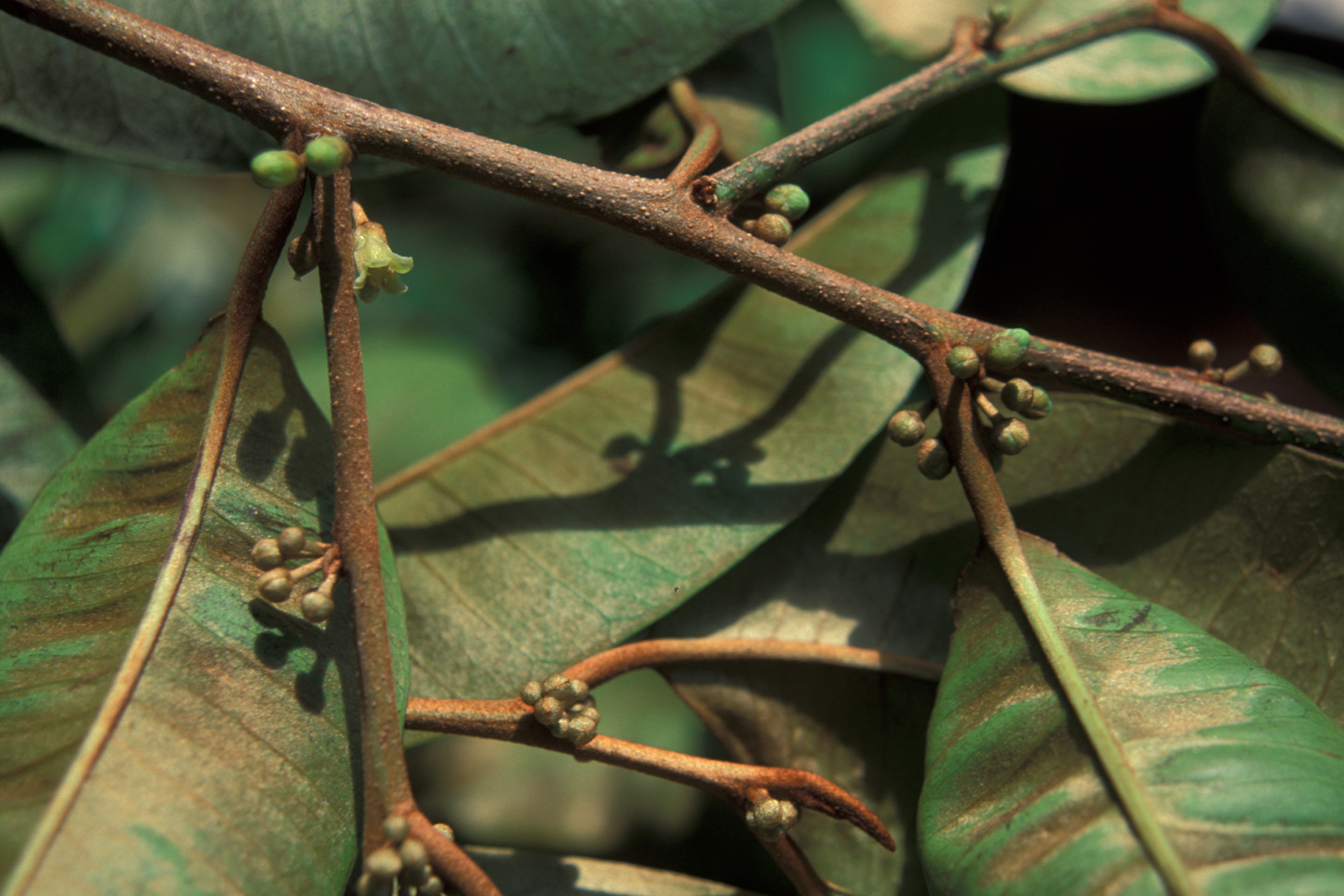
Eine Blüte, Blütenstände und Knospen

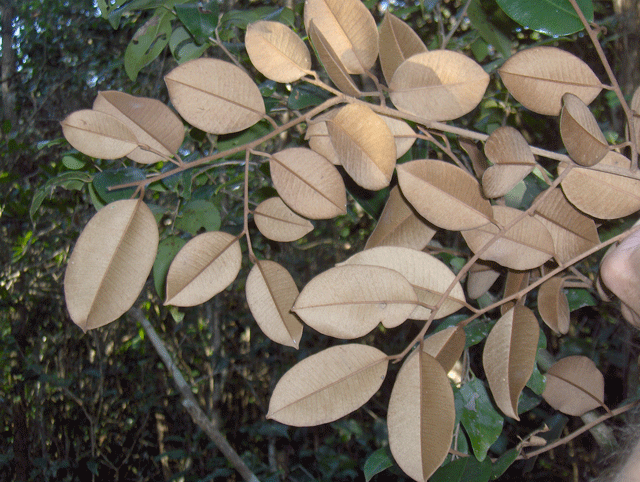
Jüngere Blätter die unterseits kupferfarben behaart sind

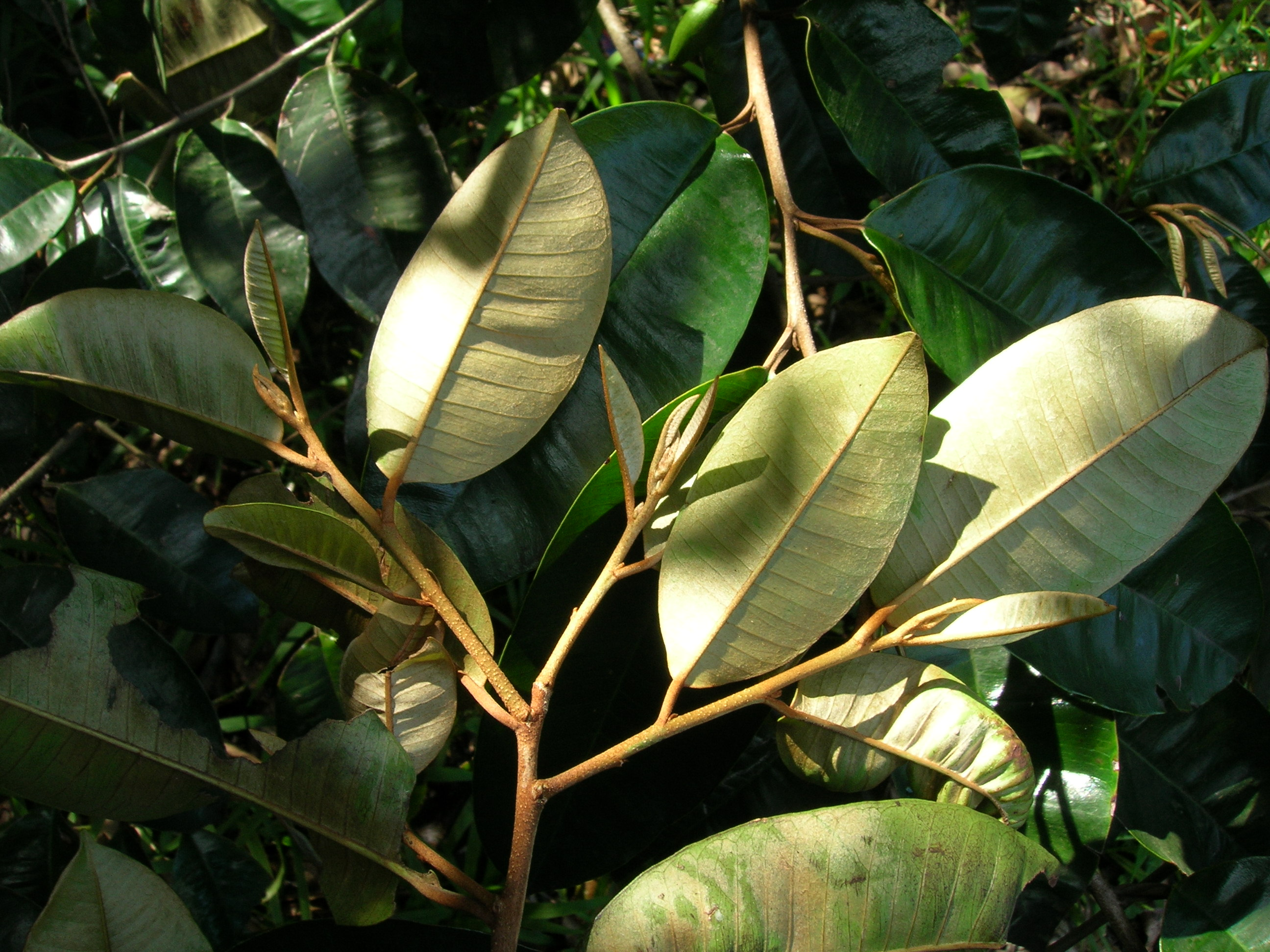
Ältere Blätter die unterseits schon verkahlt sind

Chrysophyllum oliviforme oder der Einkernige Sternapfel, ist ein Baum in der Familie der Sapotengewächse aus Mexiko, Mittelamerika und der Karibik. Die Art kommt heute aber auch in Florida, Hawaii und in Australien vor.

## Beschreibung
Chrysophyllum oliviforme wächst als immergrüner Strauch bis etwa 3 Meter hoch oder dann als Baum bis 8–10, selten bis zu 15 Meter hoch. Die Borke ist relativ glatt bis leicht rissig, schuppig und bräunlich-gräulich und es sind Wurzelanläufe am Stamm vorhanden. Die jüngeren Zweige sind rostig behaart. Der Baum führt einen Milchsaft.
Die einfachen, wechselständigen, ledrigen und festen, steifen Laubblätter sind kurz gestielt. Der dicke Blattstiel ist etwa 0,4–1,5 Zentimeter lang und sehr kurz rostig behaart. Die Blätter sind ganzrandig, eiförmig bis elliptisch, lanzettlich und bespitzt, spitz bis zugespitzt. Sie sind bis etwa 4–12 Zentimeter lang. Die Unterseite ist anfänglich, sehr kurz und dicht kupferfarben, seidig behaart, verkahlt später und wird dann fahlgrün, die Oberseite ist glänzend und kahl. Die Nervatur ist fein gefiedert mit einer unterseits dicken und erhabenen Mittelader. Die Nebenblätter fehlen.
Die achselständigen Blüten erscheinen einzeln oder in Gruppen bis zu zehnt, gehäuft an den Zweigenden. Die gestielten, zwittrigen Blüten sind meist fünfzählig mit doppelter Blütenhülle. Der dickliche Blütenstiel ist kurz und rostig behaart. Die außen, kurz und rostig behaarten Kelchblätter sind kurz verwachsen mit rundspitzigen und breit-eiförmigen Zipfeln. Die grünlich-gelben bis weißen Kronblätter sind zu einer kurzen Kronröhre verwachsen mit ausgebogenen, dreieckigen und rundspitzigen Zipfeln. Die fünf kurzen Staubblätter sitzen oben im Schlund. Der haarige, fünfkammerige Fruchtknoten ist oberständig, mit einer fast sitzenden und scheibenförmigen, gelappten Narbe, mit einem sehr kurzen und breiten Griffel.
Die dunkelvioletten, einsamigen, olivenförmigen Beeren sind eiförmig, feinrippig, meist glatt bis leicht rau und glänzend. Sie sind 2–3 Zentimeter lang, mit gummiger Schale und einem weißlichen bis violetten, fleischig-saftigen und süßlichen Fruchtfleisch. Der eiförmige bis ellipsoide, bräunliche und glatte Samen mit dünner Samenschale ist etwa 1,3–1,5 Zentimeter lang. Er hat auf einer Seite eine größere Narbe (Hilum).

## Taxonomie
Die Erstbeschreibung erfolgte 1759 durch Carl von Linné in Systema Naturae ed. 10, Band 2 Seite 937. Synonyme sind Chrysophyllum oliviforme var. typicum Cronquist, Cynodendron oliviforme (L.) Baehni, Dactimala oliviformis (L.) Raf., Guersentia oliviformis (L.) Raf.
Man unterscheidet zwei Unterarten:
- Chrysophyllum oliviforme subsp. angustifolium (Lam.) T.D.Penn.; nur in Haiti und der Dominikanischen Republik, kleinere Blätter; bis 5 Zentimeter lang, sehr kurzer Blattstiel; bis 5 Millimeter lang, kleinere Blütenstände, kleinere Wuchshöhe bis etwa 5 Meter. Sie kommt auf Hispaniola vor.[1]
- Chrysophyllum oliviforme subsp. oliviforme: Sie kommt von Florida und Mexiko bis in die Karibik vor.[1]

## Verwendung
Die Früchte sind essbar. Das Holz ist hart und schwer und kann in der Zimmerei verwendet werden.